# المعانية
المعنية أو المعانية منطقة عراقية في ناحية الشبكة في محافظة النجف في غرب صحراء الحجرة، بالبادية العراقية غرب العراق، حتى سنة 1949 كان فيها 3 آبار عامرة، كانت ملكاً لعشيرة الدهامشة بالعراق، مياهها غزيرة أقرب إلى العذوبة، عمقها بين 45 و60 متراً. وللمعانية مخفر حدودي عراقي على الحدود السعودية اسمه مخفر المعانية.[بحاجة لمصدر]
قال الحموي في معجمه "المعنية: بالفتح ثم السكون، وكسر النون، وياء النسبة مشددة، قال أبو عبد الله السكوني: المعنية بئر حفرها معن بن أوس عن يمين المغيثة للمتوجه إلى مكة من الكوفة، وقال ابن موسى: المعنية بين الكوفة والشام على يوم وبعض آخر من القادسية هناك آبار حفرها معن بن زائدة الشيباني فنسبت إليه".
قال حمد الجاسر في كتابه المعجم الجغرافي للبلاد العربية السعودية المنشور سنة 1978 "وأرى نسبتها إلى معن بن زائدة أقرب إلى الصواب، فهو من كبار رجال الدولة وأمرائها في عهده، بخلاف معن بن أوس، الذي شهر لكونه شاعرا، لا رجل أعمال. والمعنية هذه لا تزال معروفة، ولكن باسم (المعانية).".

## وصلات خارجية
- موقع المعانية في الخارطة العراقية اللوجستية العامة (Al Ma'aniyah) Iraq:General Logistics Planning Map 2015